# Straka etiopská
Straka etiopská (Zavattariornis stresemanni) je pták z čeledi krkavcovití (Corvidae), člen monotypického rodu Zavattariornis. Jeho hlavní stravou je hmyz. Svá hnízda si staví vysoko v korunách akácií. Hnízdo má obvykle kulovitý tvar s trubkovým vstupem shora.